# Charles Albright (représentant)
Charles Albright (13 décembre 1830 - 28 septembre 1880) était membre du parti Républicain élu à la chambre des représentants des États-Unis de l'état de Pennsylvanie.

## Biographie
Charles Albright est né dans le comté de Bucks, en Pennsylvanie. Il est allé au Dickinson College, dans la ville de Carlisle.
Il étudia le droit, s'inscrivit au barreau en 1852 et commença à exercer dans la ville de Mauch Chunk (ville connue par la suite sous le nom de Jim Thorpe) en Pennsylvanie. Il partit s'installer dans le Territoire du Kansas en 1854 et participa au début de l'évolution de ce territoire. Il retourna en Pennsylvanie et recommença à exercer le droit à Mauch Chunk en 1856.
Il fut délégué à la Convention Nationale Républicaine (en) de 1860 et à celle de 1872.
Pendant la Guerre de Sécession, Albright servit dans l'Armée de l'Union et fut promu au rang de colonel du Trente-deuxième Régiment des Soldats Volontaires de l'Infanterie de Pennsylvanie. Il en fut honorablement démis de ses fonctions le 24 mai 1865. Il fut par la suite affecté au poste de colonel du Trente-quatrième Régiment de la Réserve Territoriale de Pennsylvanie le 3 juillet 1863 puis à nouveau honorablement démis de ses fonctions le 10 août 1863. Il fut affecté au poste de colonel du deux cent-deuxième Régiment des Soldats Volontaires de l'Infanterie de Pennsylvanie, le 4 septembre 1864.
Le 7 mars 1865, le président Abraham Lincoln nomma Albright à titre honorifique au grade de brigadier général des forces volontaires des États-Unis. Cette nomination eut lieu le 7 mars 1865 et le Sénat américain confirma cette promotion le 10 mars. Albright fut honorablement démis de ses fonctions le 3 août 1865.
Après la guerre, il recommença à faire du droit à Mauch Chunk (Pennsylvanie). Albright devint membre républicain élu au quarante-troisième Congrès des États-Unis (en). Il ne se représenta pas aux élections de 1874. Il reprit le droit et s'engagea également dans l'industrie manufacturière à Mauch Chunk jusqu'à sa mort en 1880.

## Source
- (en) Cet article est partiellement ou en totalité issu de l’article de Wikipédia en anglais intitulé « Charles Albright (congressman) » (voir la liste des auteurs).